# Мунхбаатарын Нямжаргал
Мунхбаатар Нямжаргал (монг. Мөнхбаатарын Нямжаргал; род. 14 мая 1996) — монгольская шашистка (международные шашки).  Чемпионка Азии 2012 и 2016 годов в основной программе и 2012 года в формате блиц, бронзовый призёр чемпионата Азии 2013 года, бронзовый призёр Международных спортивных Игр «Дети Азии». Участница чемпионатов мира 2013 (14-е место в основной программе, 18-е в быстрых шашках и 13-е в блице), 2017 (10-е место) и 2021 (13 место) годов. 
Международный гроссмейстер.